# Algèbre associative sur un corps
En mathématiques, une algèbre associative sur un corps (commutatif) est une des structures algébriques utilisées en algèbre générale. C'est un espace vectoriel dans lequel est aussi définie une multiplication des vecteurs, qui possède les propriétés de bilinéarité (en particulier de distributivité) et d'associativité. Autrement dit, c'est à la fois une algèbre associative et une algèbre sur un corps.

## Définition
Une algèbre associative {\displaystyle A} sur un corps commutatif {\displaystyle \mathbb {K} }, encore appelée {\displaystyle \mathbb {K} }-algèbre associative, est un espace vectoriel 
sur {\displaystyle \mathbb {K} } muni d'une multiplication bilinéaire {\displaystyle A\times A\to A} telle que 
- (x y) z = x (y z) pour tous x, y et z dans {\displaystyle A},

où l'image de (x,y) est notée xy.
Si {\displaystyle A} contient une unité, i.e. un élément 1 tel que 1x=x=x1 pour tout x dans {\displaystyle A}, alors {\displaystyle A} est appelée algèbre associative unifère ou unitaire. Une telle algèbre est un anneau et contient le corps de base {\displaystyle \mathbb {K} } par identification de c dans {\displaystyle \mathbb {K} } avec c1 dans {\displaystyle A}.
La dimension d'une algèbre associative {\displaystyle A} sur un corps {\displaystyle \mathbb {K} } est sa dimension comme espace vectoriel sur {\displaystyle \mathbb {K} }.

## Exemples

### Algèbres commutatives et unifères
- Les nombres complexes {\displaystyle \mathbb {C} } forment une algèbre associative, commutative et unitaire de dimension 2 sur le corps {\displaystyle \mathbb {R} } des nombres réels.
- Les polynômes à coefficients dans {\displaystyle \mathbb {K} } forment une algèbre associative, commutative et unitaire de dimension infinie sur {\displaystyle \mathbb {K} }.

### Algèbres non nécessairement commutatives
- L’ensemble des endomorphismes d'un 𝕂-espace vectoriel de dimension finie n, muni de la somme, de la multiplication par un scalaire et de la composition, forme une 𝕂-algèbre associative unitaire de dimension finie n², non commutative sauf si n = 1.
- L’ensemble des matrices n×n à coefficients dans 𝕂, muni de la somme, de la multiplication par un scalaire et du produit matriciel, est une 𝕂-algèbre associative unitaire isomorphe à la précédente (donc de même dimension) : l’application qui à un endomorphisme associe sa matrice dans une base fixée est un isomorphisme de 𝕂-algèbres (voir matrice d’une application linéaire).
- Plus généralement, pour tout 𝕂-espace vectoriel V (de dimension finie ou non), les endomorphismes de V forment une 𝕂-algèbre associative unitaire, non commutative sauf si V est de dimension égale à 1.
- Les quaternions forment une algèbre associative,  unitaire et non commutative de dimension 4 sur le corps des nombres réels.
- Les algèbres symétriques et les algèbres extérieures d'un espace vectoriel sont des algèbres associatives.
- Les algèbres enveloppantes des algèbres de Lie sont des algèbres associatives.
- Les algèbres d'incidence des ordres partiels localement finis sont des algèbres associatives utilisées en combinatoire.

## Contre-exemples
- Les algèbres de Lie sont des algèbres non associatives.
- Les octonions {\displaystyle (\mathbb {O} ,+,\cdot ,\times )} forment une {\displaystyle \mathbb {R} }-algèbre unifère non associative et non commutative.